# Greg Vaughan
James Gregory Vaughan, Jr. (Dallas, 15 de junho de 1973)  é um actor americano e trabalhou como modelo. Começou a sua carreira em telenovelas americanas como The Young and the Restless.

## Filmografia

### Televisão
- Malibu Shores como Josh Walker - 1996;
- Baywatch como um adolescente - episódio 6.11 ator convidado - 1996;
- Beverly Hills, 90210 temporada 7 como Cliff Yeager - ator convidado - 1997;
- Buffy the Vampire Slayer - ator convidador in Reptile Boy (1997)
- The Love Boat - The Next Wave as Tom - episódio 1.4 - ator convidado - 1998;
- Charmed como Dan Gordon (1999-2000)
- Nash Bridge como Josh Avery episódio 6.3 - 2000;
- Sabrina, the Teenage Witch - episódio 6.14 - ator convidado - 2002;
- The Young and the Restless como Diego Guttierez #2 (2002-2003)
- General Hospital como Lucky Spencer #3 (2003-)

### Telefilmes
- Student Affairs (1999) (TV) .... Jason

### Filmes
- No Small Ways (1997)
- Stuart Bliss (1998) (as Greg Vaughan) .... Magazine Stand Cashier
- Poison Ivy: The New Seduction (1997) (V) .... Michael
- Children of the Corn V: Fields of Terror (1998) (V) .... Tyrus

### Programas de TV
- The Women of Charmed (2000)
- Where Are They Now?: 90210, Melrose and More (2003)
- Intimate Portrait: Alyssa Milano (2003)
- 18th Annual Soap Opera Digest Awards (2004)
- The 31st Annual Daytime Emmy Awards (2004)
- The I Can't Believe It's Not Butter® Hunk Search - WINNER (2006)